# Terminalia bipleura
Terminalia bipleura är en tvåhjärtbladig växtart som beskrevs av A. Borhidi, O. Muñiz. Terminalia bipleura ingår i släktet Terminalia och familjen Combretaceae. Inga underarter finns listade i Catalogue of Life.